# Luotian
Luotian (chiń. upr. 罗田县; chiń. trad. 羅田縣; pinyin Luótián Xiàn) – powiat w północno-wschodniej części prefektury miejskiej Huanggang w prowincji Hubei w Chińskiej Republice Ludowej. Według danych z 2010 roku, liczba mieszkańców powiatu wynosiła 544650.